# Elektrische step
Een elektrische step of e-step is een gemotoriseerd tweewielig vervoermiddel zonder fysieke zitplaats, eigenlijk een elektrische scooter om rechtop te staan. Het voertuig wordt voornamelijk aangedreven door één of twee elektrische motoren en is voorzien van een lithium-ion-accu in de bodem van de step. Verder hebben ze een typische actieradius van ongeveer 20 km op normale snelheid, dit hangt niet enkel af van het type step, maar is ook afhankelijk van de beladen massa, temperatuur, wegdek, aantal hoogtemeters, (tegen)wind en veroudering van de accu. Specificaties van de fabrikant geven meestal gebruik bij ideale omstandigheden weer. Twee veelvoorkomende modellen zijn de Xiaomi M365 en de Ninebot ES series, die vooral populair zijn geworden door deelstepbedrijven. 

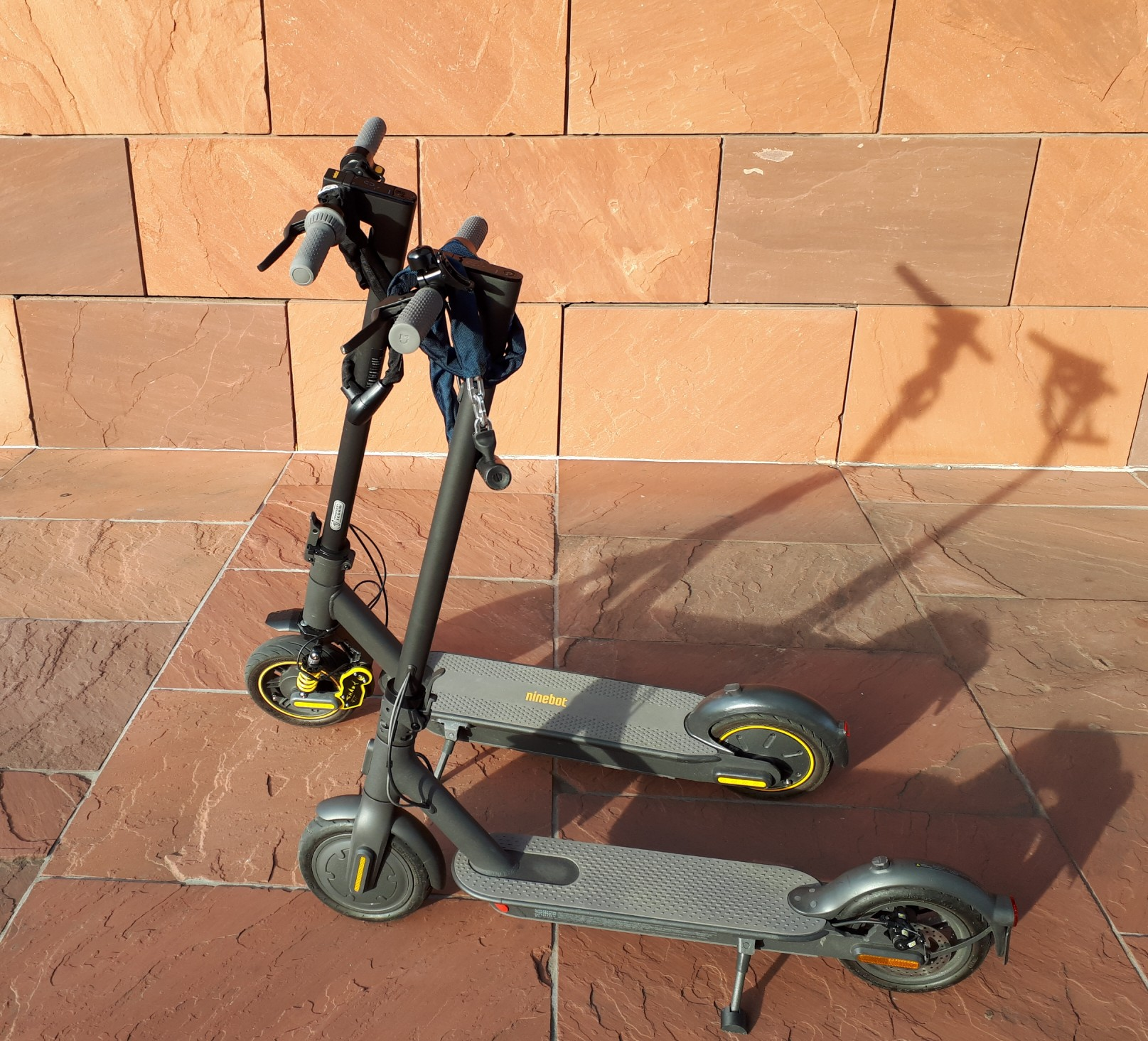
Elektrische steps

## Deelstep
In heel wat steden, verspreid over de wereld, zijn in de jaren 2010 deelstepsystemen opgekomen, in navolging van en met gelijkaardige functionaliteit als free floating fietsdeelsystemen. Bird, Lime, Bolt, Dott, Bobrental en Poppy zijn enkele deelstepbedrijven die in België actief zijn. Het gaat soms over commerciële aanbieders die dit op eigen initiatief aanbieden, niet altijd in samenspraak met het stadsbestuur. 
Er zijn vaak klachten over hinderlijk achtergelaten deelsteps (strooisteps) op trottoirs, of over het chaotische uitzicht, niet in een mooi geordende rijtje in een stalling. Soms leggen steden op dat het achterlaten enkel in vastomlijnde gebieden kan, met gps-lokalisatie. In sommige steden, zoals Gent, mag dat helemaal niet op openbaar domein en worden privéterreinen gebruikt als stalling.

### Verbod
In Parijs worden deelsteps vanaf 1 september 2023 verboden, na een lokaal referendum waarbij een grote meerderheid (89%) zich tegen de steps uitsprak.
Ook in Montréal, Barcelona,  New York en Madrid kwam een verbod.

## Voordelen
Een elektrische step is meestal inklapbaar en compact op te bergen. Het neemt weinig plaats in in huis en is bovendien handig voor combimobiliteit (combineren van vervoermiddelen), bijvoorbeeld om mee te nemen in het openbaar vervoer of om vanaf een autoparking het laatste deel van een reis naar de bestemming af te leggen. Het gebruik is in de jaren 2010 dan ook vooral gegroeid in steden. Steps zijn zeer wendbaar en de overstap naar voetganger is snel gemaakt. Een rijbewijs is niet nodig en besturen is vrij eenvoudig.  

## Nadelen

### Veiligheid
Er zijn veiligheidsproblemen met het concept van een gemotoriseerde step.
In 2022 wordt onder andere in België een grote stijging van het aantal ongevallen genoteerd. Het merendeel zijn eenzijdige ongevallen (zonder andere weggebruikers), met schaafwonden en verstuikingen. Spoedartsen waarschuwen voor typische ongevallen met dit soort steps waarbij de gebruiker na het blokkeren van het kleine voorwiel over de step gekatapulteerd wordt, met complexe breuken van polsen of armen of ernstige aangezichtsfracturen tot gevolg. Dat in tegenstelling tot het typische fietsongeval. Om deze aangezichtstrauma's te vermijden, helpt een fietshelm niet maar zou een integrale helm nodig zijn.

#### Snelheid
De meeste elektrische steps hebben een maximum begrensde snelheid van 25 km/u, maar sommige kunnen wel tot 85 km/u halen. Dit is echter vrij uitzonderlijk. Een snelheidsbegrenzer maakt voertuigen veiliger.
In België, waar e-steps toegelaten zijn, dringen spoedartsen aan op een verlaging van de maximumsnelheid, lager dan 25 km/u.
Er zijn heel wat bestuurders van een elektrische step die zich op trottoirs of in een voetgangersgebied begeven met hogere snelheid dan stapvoets, wat in de meeste landen verboden is. Daarom leggen veel steden aan deelstepbedrijven op om de snelheid via gps-lokalisatie automatisch te begrenzen in voetgangersgebieden en parken. 

#### Stabiliteit
Door de kleine wielomtrek heeft een step niet de rechtuitstabiliteit waar de grote wielen van een fiets wel voor zorgen. Doordat er geen contactpunt is met een zadel, is een step extra gevoelig voor de stuurcontrole met beide handen van de berijder en is een stuurfout sneller gemaakt dan met een (vouw)fiets. Waar andere weggebruikers zich vaak niet van bewust zijn, is dat het aangeven van de richting moeilijk is omdat beide handen aan het stuur nodig zijn voor een goede controle. Een stabiele positie, goed evenwicht en de juiste kijktechniek zijn eveneens van belang.  

#### Kleine wielen
Een klein voorwiel -zoals van een step- is gevoeliger voor en kan gemakkelijker blokkeren in putjes, drempels of andere oneffenheden in het wegdek. Door deze problemen komen er steeds meer (deel)steps met grotere wielen, die makkelijker over drempels en putjes kunnen rijden.

## Gebruik
Na het opladen van de batterij kan de elektrische step gestart worden. Via Bluetooth wordt verbinding gemaakt met een app. Bij deelsteps is dit de enige manier om te kunnen starten en de sessie te stoppen. Via de app kan het toestel vergrendeld en ingesteld worden. Batterijverbruik, snelheid, modus en afgelegde afstand worden weergegeven. Bij de meeste steps is er keuze uit 3 standen: stapvoets, eco en de snellere speed- of sport-modus. De step moet met 1 voet in een of twee bewegingen in gang getrapt worden, vanaf 5 km/u neemt de motor het (na indrukken van de gashendel) over. Voor- en achterrem worden meestal met een handrem bediend, sommige steps hebben een voetrem achteraan. 

## België
Elektrische steps zijn voor de Belgische Wegcode gemotoriseerde voortbewegingstoestellen wanneer ze begrensd zijn tot 25 km/u. De verkeersregels zijn dezelfde als voor een fietser, er moet dus gebruik gemaakt worden van fietspaden en bij het ontbreken hiervan moet men op de rijbaan rijden. In voetgangerszones maken verkeersborden duidelijk of fietsers (en dus ook elektrische steps) stapvoets toegelaten zijn.
Helm, rijbewijs en aansprakelijkheidsverzekering zijn niet verplicht, voor zover de constructiesnelheid van 25 km/u wordt nageleefd. Een familiale verzekering voor schade aan derden wordt aanbevolen, maar is niet verplicht. Passagiers zijn verboden op e-steps en er is een minimumleeftijd van 16 jaar, tenzij in woonerven, voetgangerszones en speelstraten en op wegen voorbehouden aan voetgangers, fietsers, ruiters en/of landbouwvoertuigen. Verlichting is verplicht in het donker of bij mist. In publieke ruimte moet een step geparkeerd worden in aangeduide zones. Bij gebrek hieraan mag parkeren op het voetpad enkel als de doorgang hierdoor niet gehinderd wordt. Het kan op bepaalde plaatsen verboden zijn, dit wordt aangeduid door een verkeersbord.
Wanneer elektrische steps zijn uitgerust met een zadel, worden ze als bromfiets gekwalificeerd. Als het r-punt boven de 54 cm ligt, is een gelijkvormigheidsattest en inschrijving vereist.
Vóór 1 juli 2022 waren de regels soepeler: elektrische steps mochten stapvoets op het trottoir rijden en overal bestuurd worden door kinderen.
De reglementering voor deelsteps is voor een deel afhankelijk van de stedelijke bepalingen. In Hasselt en Leuven zijn deelsteps niet toegelaten. In Gent, Antwerpen en Brussel wordt gewerkt met een snelheidsbegrenzing of verbod om te rijden of parkeren in bepaalde zones.

## Nederland
Een elektrische step is in tegenstelling tot de meeste andere Europese landen, in Nederland op de openbare weg in de meeste gevallen niet toegestaan. Om wel de weg op te kunnen dient de step door de RDW gekeurd te worden en mag na goedkeuring de weg op als bijzondere bromfiets. Hiervoor zijn de eisen onder andere: de maximale snelheid bedraagt 25 km/h en het maximale vermogen van de elektromotor bedraagt 4 kW. Om de step te mogen berijden dient de leeftijd van de berijder minimaal 16 jaar te zijn en dient het voertuig verzekerd te zijn. Volgens de wet is het verplicht  om een sticker van de verzekeraar duidelijk zichtbaar op de e-step te plaatsen. Ook moet de e-step  een stuur, reflectoren, verlichting, voertuig-identificatienummer en een verzekeringsplaatje of -sticker hebben. Er wordt anno 2023 door de RDW, de Stichting Wetenschappelijk Onderzoek Verkeersveiligheid en het ministerie van Infrastructuur en Waterstaat gewerkt aan een nieuwe wetgeving voor lichte elektrische voertuigen.  Vanaf 1 juli 2025 kentekenplicht bijzondere bromfietsen.